# Ocean Avenue Acoustic
Ocean Avenue Acoustic — второй акустический альбом американской группы Yellowcard, который вышел 13 августа 2013 года.

## Об альбоме
Ocean Avenue Acoustic выпущен в честь десятилетия Ocean Avenue и представляет собой перезаписанные в акустическом варианте треки этого альбома. Некоторые песни были изменены (Например, One Year, Six Months в новой версии исполняется на пианино). Это уже второй раз, когда группа выпускает акустическую версию альбома (Первый — When You’re Through Thinking, Say Yes Acoustic).
Вместе с выходом альбома группа запустила проект Yellowcard Moment. Суть проекта заключается в том, что фанаты выкладывают фотографии моментов, связанных с Yellowcard, а потом эти фотографии накладываются на виртуальную карту Земли.

## История альбома
6 декабря 2012, всего через несколько месяцев после выхода их предыдущего альбома Southern Air, Yellowcard объявили о возвращении в студию, но держали в секрете детали нового альбома. В интервью ATP Райан Ки сказал, что у группы есть планы на юбилей альбома Ocean Avenue в 2013 году.
Запись продолжилась весной 2013 после европейского тура группы и длилась до середины мая. 3 мая Amazon.com раньше срока открыл предзаказ на Ocean Avenue Acoustic, раскрыв секрет работы Yellowcard. Через несколько часов информация об альбоме была удалена, но группе пришлось признаться, что они записывали акустическую версию альбома Ocean Avenue.
Официально альбом был объявлен 3 июня 2013 года. Тогда же группа объявила и тур в поддержку Ocean Avenue Acoustic, который запланирован на осень 2013. 23 июля Yellowcard выпустили первый сингл альбома — Ocean Avenue Acoustic, а также клип на эту песню.
6 августа альбом стал доступен в США на Pandora Radio. Для тех, кто живёт за пределами США, альбом был выложен на Youtube.

## Список композиций
Все тексты написаны Райаном Ки, вся музыка написана группой Yellowcard.
| №                   | Название                        | Длительность |
| ------------------- | ------------------------------- | ------------ |
| 1.                  | «Way Away Acoustic»             | 3:26         |
| 2.                  | «Breathing Acoustic»            | 3:44         |
| 3.                  | «Ocean Avenue Acoustic»         | 3:39         |
| 4.                  | «Empty Apartment Acoustic»      | 3:37         |
| 5.                  | «Life of a Salesman Acoustic»   | 3:30         |
| 6.                  | «Only One Acoustic»             | 4:18         |
| 7.                  | «Miles Apart Acoustic»          | 3:41         |
| 8.                  | «Twenty Three Acoustic»         | 4:01         |
| 9.                  | «View From Heaven Acoustic»     | 3:33         |
| 10.                 | «Inside Out Acoustic»           | 3:41         |
| 11.                 | «Believe Acoustic»              | 4:31         |
| 12.                 | «One Year, Six Months Acoustic» | 3:29         |
| 13.                 | «Back Home Acoustic»            | 4:14         |
| Общая длительность: | Общая длительность:             | 49:24        |

## Участники записи
- Райан Ки — вокал, ритм-гитара
- Шон Маккин — скрипка, бэк-вокал
- Райан Мендез — соло-гитара
- Джош Портман — бас-гитара
- Лонгинью Парсонс III — ударные